# Bajan nuur
Il Bajan o Bajan nuur (in mongolo: Баян нуур) è un lago d'acqua dolce che si trova nella depressione dei Grandi Laghi in Mongolia occidentale, nella provincia del Zavhan, distretto di Santmargac. Si trova tra le sabbie del deserto Boroo-Dėlijn-Ėl's (Бороо-Дэлийн-Эльс) a un'altitudine di 1491 m sul livello del mare. La superficie totale del lago è di circa 64 km², è lungo 14 km e largo 8 km.